# Маккеон, Мэтт
Мэтт Маккеон (англ. Matt McKeon; 24 сентября 1974, Сент-Луис) — американский футболист, полузащитник. Выступал за сборную США.

## Биография

### Клубная карьера

#### Ранние годы
Родился в 1974 году в Сент-Луисе. Окончил De Smet Jesuit High School. В 1992 году получил награду лучшему игроку года среди учеников старшей школы. Позже он поступил в Сент-Луисский университет, где выступал за студенческую команду «Сент-Луис Билликенс». Входит в символический клуб 40-40, для игроков забивших 40 голов и отдавших 40 голевых передач в высшем футбольном дивизионе NCAA.

#### MLS
В 1996 году, преред началом первого розыгрыша MLS, Маккеон был выбран в первом раунде колледж-драфта МЛС клубом «Канзас-Сити Уизардс». За три сезона в клубе он сыграл 65 матчей и забил 4 гола. Сезон 1999 игрок провёл в другом клубе МЛС «Колорадо Рэпидз», за который провёл 28 матчей и вместе с клубом дошёл до финала Открытого кубка США, где «Колорадо Рэпидз» уступил «Рочестер Райнос» со счётом 0:2. Спустя год, Маккеон вернулся в «Уизардс» и в первый же сезон выиграл с командой Кубок MLS. В период с 2000 по 2002 году провёл ещё 79 матчей и забил 9 голов в MLS, после чего завершил профессиональную карьеру.

### Карьера в сборной
В 1996 году Маккеон попал в заявку олимпийской сборной США на Олимпийские игры в Атланте. По итогам группового этапа США набрали 4 очка и завершили выступление на турнире.
В 1999 году был включён в заявку основной сборной США на Кубок конфедераций 1999. Дебютировал за сборную на этом же турнире, сыграв в третьем матче группового этапа против Германии (2:0). Также сыграл в матче за третье место против Саудовской Аравии (2:0) и выиграл с командой бронзовые медали. После завершение турнира, за сборную больше не играл.

## Достижения
«Канзас-Сити Уизардс»
- Обладатель Кубка MLS: 2000

Сборная США
- Бронзовый призёр Кубка конфедераций: 1999